# Radja Nainggolan
Radja Nainggolan Bogaerts (n. 4 mai 1988, Antwerpen, Flandra, Belgia) este un fotbalist belgian de tată indonezian și mama belgiană. Joacă pe postul de mijlocaș la Bhayangkara din Superliga Indoneziei.
Poreclit Il Ninja, și-a petrecut aproape întreaga carieră profesională în Italia, reprezentând Piacenza, Cagliari, Roma și Inter Milano. A făcut 367 de apariții și a marcat 48 de goluri în Serie A, fiind desemnat de patru ori consecutiv în echipa sa a anului.
Internațional cu Belgia timp de opt ani, Nainggolan a jucat de 30 de ori pentru țara sa (marcând șase goluri) și a reprezentat-o la Euro 2016.

## Biografie
Nainggolan a fost născut în Antwerp, este fiul lui Lizy Bogaerts, care l-a crescut împreună cu cei trei frați vitregi și sora lui geamănă (Riana Nainggolan, de asemenea o fotbalista), și Marianus Nainggolan, care și-a abandonat familia atunci când Radja era copil.
Lizy Bogaerts, mama lui Radja, a murit în 2010, și după moartea ei și-a tatuat pe spate două aripi mari, cu data nașterii și a morții mamei sale. Radja Nainggolan vorbește trei limbi: olandeză, engleză și italiană, și înțelege limba franceză.

## Statistici

### Club
La la 18 octombrie 2017.
| Club            | Sezon         | Campionat     | Campionat | Campionat | Cupă    | Cupă   | Continental | Continental | Altele  | Altele | Total   | Total  |
| Club            | Sezon         | Divizie       | Meciuri   | Goluri    | Meciuri | Goluri | Meciuri     | Goluri      | Meciuri | Goluri | Meciuri | Goluri |
| --------------- | ------------- | ------------- | --------- | --------- | ------- | ------ | ----------- | ----------- | ------- | ------ | ------- | ------ |
| Piacenza        | 2005–06       | Serie B       | 1         | 0         | 0       | 0      | —           | —           | —       | —      | 1       | 0      |
| Piacenza        | 2006–07       | Serie B       | 1         | 0         | 0       | 0      | —           | —           | —       | —      | 1       | 0      |
| Piacenza        | 2007–08       | Serie B       | 10        | 0         | 1       | 0      | —           | —           | —       | —      | 11      | 0      |
| Piacenza        | 2008–09       | Serie B       | 38        | 3         | 1       | 0      | —           | —           | —       | —      | 39      | 3      |
| Piacenza        | 2009–10       | Serie B       | 21        | 1         | 1       | 0      | —           | —           | —       | —      | 22      | 1      |
| Piacenza        | Total         | Total         | 71        | 4         | 3       | 0      | —           | —           | —       | —      | 74      | 4      |
| Cagliari        | 2009–10       | Serie A       | 7         | 0         | 0       | 0      | —           | —           | —       | —      | 7       | 0      |
| Cagliari        | 2010–11       | Serie A       | 36        | 2         | 2       | 0      | —           | —           | —       | —      | 38      | 2      |
| Cagliari        | 2011–12       | Serie A       | 37        | 1         | 2       | 0      | —           | —           | —       | —      | 39      | 1      |
| Cagliari        | 2012–13       | Serie A       | 34        | 2         | 1       | 0      | —           | —           | —       | —      | 35      | 2      |
| Cagliari        | 2013–14       | Serie A       | 17        | 2         | 1       | 0      | —           | —           | —       | —      | 18      | 2      |
| Cagliari        | Total         | Total         | 131       | 7         | 6       | 0      | —           | —           | —       | —      | 137     | 7      |
| Roma (împrumut) | 2013–14       | Serie A       | 17        | 2         | 3       | 0      | —           | —           | —       | —      | 20      | 2      |
| Roma            | 2014–15       | Serie A       | 35        | 5         | 2       | 0      | 9           | 0           | —       | —      | 46      | 5      |
| Roma            | 2015–16       | Serie A       | 35        | 6         | 0       | 0      | 7           | 0           | —       | —      | 42      | 6      |
| Roma            | 2016–17       | Serie A       | 37        | 11        | 4       | 2      | 12          | 1           | —       | —      | 53      | 14     |
| Roma            | 2017–18       | Serie A       | 6         | 1         | 0       | 0      | 3           | 0           | –       | –      | 9       | 1      |
| Total           | Total         | Total         | 130       | 25        | 9       | 2      | 31          | 1           | —       | —      | 170     | 28     |
| Total carieră   | Total carieră | Total carieră | 332       | 36        | 18      | 2      | 31          | 1           | —       | —      | 381     | 39     |